# Coniopteryx gonzalezi
Coniopteryx gonzalezi är en insektsart som beskrevs av Meinander 1990. Coniopteryx gonzalezi ingår i släktet Coniopteryx och familjen vaxsländor. Inga underarter finns listade i Catalogue of Life.